# Star! Start!星空傳奇Live Concert
星空傳奇 LIVE Concert是臺灣歌手楊宗緯，於2008年5月17日，在台北巨蛋舉辦第一次的個人售票演唱會的LIVE實錄專輯，收錄其中30首演唱會歌曲，與楊宗緯苦練舞技精彩花絮。其中包括有挑戰賈斯汀舞蹈的《SEXY BACK》 ，王力宏的《龍的傳人》，張國榮的《Monica》，與張學友的《天氣這麼熱》。

## 完整演唱會曲目
- 《讓》
- 《誰會改變我》
- 《有時候沒時候》 原唱：本多RuRu （未收錄）
- 《Because You're Good To Me》原唱：陳奕迅
- 《Monica》 原唱：張國榮
- 《天氣這麼熱》 原唱：張學友
- 《美麗的稻穗》 原唱：紀曉君
- 《月夜愁》
- 原唱：桑田佳祐
- 《阿牛》原唱：陳奕迅
- 《多餘》
- 《幸福的風》
- 《Sexy Back》 原唱：賈斯汀
- 《龍的傳人》 原唱：王力宏
- 《愛我的請舉手》原唱：莫文蔚
- 《對愛渴望》
- 《Rehab》 原唱：Amy Winehouse （未收錄）
- 《永遠的微笑》原唱：周璇
- 《You Don't Trust Me At All》原唱：范曉萱
- 《你看＋重來好不好》
- 《微風早晨》原唱：馬兆駿
- 《回憶沙漠》
- 《給未來的自己》原唱：梁靜茹
- 《藍眼睛》 原唱：張韶涵與蘇打綠 （未收錄）(feat:盧學叡)
- 《流浪記》原唱：紀曉君(feat:盧學叡爸爸)
- 《遇見＋迴旋木馬的終端》原唱：孫燕姿＋梁詠琪
- 《鴿子》
- 《哭了》 原唱：范曉萱
- 《人質》 原唱：張惠妹
- 《背叛》 原唱：曹格
- 《聽說愛情回來過》 原唱：林憶蓮
- 《洋蔥》
- 《One Day》

## 實體包裝
2008年8月15日發行初版
- 音樂 DVD（1片裝）
  - 附贈36頁精彩寫真書 + 歌詞本 + STAR!START! 演唱會寫真收藏海報

同步預購與發行還有
- 音樂 CD（2片裝）
  - 附贈36頁精彩寫真書 + 歌詞本 + STAR!START! 演唱會寫真悠遊卡貼2款

## 銷售紀錄
- G-music 影音銷售排行榜在榜15週，3週冠軍，年度第2名
- G-music 華語專輯銷售排行榜在榜19週，1週冠軍，年度第20名
- 五大金榜 五大影音暢銷排行榜在榜8週，2週冠軍，年度第5名
- 五大金榜 五大華語暢銷排行榜在榜8週，1週冠軍，年度第10名
- ezPeer+ 排行榜，《給未來的自己》年度單曲第3名，年度專輯第18名

## 相關連結
- 星光同學會-超級星光大道10強紀念合輯。
- 愛星光精選-昨天今天明天
- 鴿子 (專輯)

## 外部連結
- 華納唱片官方網站*（页面存档备份，存于）